# 秦晋河阳之战
秦晋河阳之战，公元前672年（周惠王五年、秦宣公四年、晋献公五年），秦国军队在河阳击败晋国军队的战役。
前677年（周僖王五年、秦德公元年），秦国东迁国都到雍城（今陕西省凤翔县西），开始致力于向中原拓展。不久，秦国东进的势头被晋国遏制。前672年，秦宣公在渭南作密畤，祭祀青帝，在晋国东南部的河阳与晋军作战，击败晋献公的军队。